# Entführung von Michal Kováč jun.
Die Entführung von Michal Kováč jun., dem Sohn des gleichnamigen seinerzeitigen slowakischen Staatspräsidenten, und seine Verschleppung nach Österreich am 31. August 1995 kann aus heutiger Sicht durchaus als Höhepunkt des Machtkampfes zwischen dem damals regierenden Staatspräsidenten Kováč sen. und Regierungschef Vladimír Mečiar angesehen werden, wenngleich juristisch eindeutige Beweise für eine Mitschuld des Ministerpräsidenten nicht vorgelegt werden konnten.

## Hintergrund
Michal Kováč sen. war Mitbegründer der HZDS, der Partei, die 1992 innerhalb der Tschechoslowakei stärkste Fraktion im slowakischen Nationalrat wurde und die Slowakei zum 1. Januar 1993 in die Unabhängigkeit führte. Im selben Jahr wurde Kováč von der HZDS als Kandidat für die indirekte Wahl des Staatspräsidenten nominierte, nachdem ihr erster Kandidat Roman Kováč die erforderliche Mehrheit von drei Fünftel der Parlamentsabgeordneten nach mehreren Wahlgängen nicht erreichen konnte. Nach seiner Wahl am 15. Februar 1993 übernahm er das Amt des Staatspräsidenten am 2. März 1993. Noch im gleichen Monat verlor die HZDS ihre Mehrheit im slowakischen Nationalrat. Der daraufhin von Ministerpräsident Vladimír Mečiar eingeschlagene Regierungsstil missfiel dem Präsidenten zunehmend, so dass er bei seiner alljährlichen Rede vor dem Parlament über die Lage der Republik am 9. März 1994 seinen vormaligen Mentor Vladimír Mečiar und dessen Politikstil scharf kritisierte. In der Folge stellte die Opposition am 11. März mit einer knappen Mehrheit einen Misstrauensantrag und am 16. März ernannte Kováč eine neue Regierung unter Jozef Moravčík. Doch bei den Neuwahlen am 30. September/1. Oktober 1994 wurde Mečiars HZDS wieder stärkste Partei und Mečiar wieder Premierminister. Nach seinem zweiten Regierungsantritt unternahm Vladimír Mečiar alles, um sich am Präsidenten für dessen „Vertrauensbruch“ zu rächen. Budget und Kompetenzen des Präsidenten wurden vom Parlament beschnitten. Mečiar beschimpfte Kováč als „Nestbeschmutzer“ und „Verräter“, weil er nach einem Besuch in Washington US-Kritik an der Entwicklung der Slowakei weitergegeben hatte. Kováčs Einmischung in die Innenpolitik sei „unerträglich“, tobte Mečiar bei zahllosen Gelegenheiten. Er unterstellte dem Präsidenten, die Regierungsparteien vom Geheimdienst bespitzeln zu lassen, und versperrte ihm den Zugang zu den staatlichen Medien. Als Anfang Mai 1995 ein Misstrauensantrag gegen den Präsidenten im Parlament scheiterte, schlug der Ministerpräsident sogar eine Volksabstimmung zum Sturz des Präsidenten vor. Auch vor Attacken auf Kováčs Familie schreckten die Mečiar-Anhänger nicht zurück. Die Betrugsvorwürfe der Münchner Justiz gegen den Sohn des Präsidenten wurden in den regierungsnahen Medien immer wieder genüsslich ausgebreitet. Anfang Juni drohte Mečiar mit einer genauen Untersuchung der Affäre. Zwei Wochen vor der Entführung des Präsidentensohnes wurden Kováč sen., seine Frau Emilia und seine beiden Söhne Michal jr. und Juraj aus der HZDS ausgeschlossen, jener Partei, die Präsident Michal Kováč einst mitbegründet hatte.

## Verlauf der Entführung

### Vorgeschichte
Gegen Michal Kováč jun., studierter Ökonom, lag im Zusammenhang mit seiner beruflichen Tätigkeit bei der slowakischen Importfirma „Technopol“ aufgrund eines Akkreditivbetrugs im Ausmaß von 23 Millionen Schilling ein internationaler Haftbefehl von der Staatsanwaltschaft München vor. Eine Auslieferung von slowakischen Staatsbürgern durch slowakische Behörden fehlte damals die rechtliche Grundlage. Somit war Michal Kováč jun. auf slowakischem Boden vor diesem Haftbefehl sicher, nicht aber im Ausland.

### Überfall
Michal Kováč jun. war am Donnerstag, den 31. August 1995 gegen 11 Uhr in seinem Mercedes 190 D von Sankt Georgen (Svätý Jur) Richtung Pressburg unterwegs. Der Weinort am Fuß der Kleinen Karpaten ist von Pressburg rund 15 km entfernt, wo Kováč sein Firmenbüro hat. Am Ortsende wurde sein Pkw von zwei „Seat Ibiza“ überholt. Die fremden Wagen, alle mit slowakischen Kennzeichen, versperrten Kováč den Weg. Dann sprangen acht Männer – teilweise in „uniformähnlicher“ Kleidung – heraus, zerrten Kováč aus dem Wagen und drohten mit Pistolen. Dem Opfer wurde ein Sack über den Kopf gezogen, dann wurde er auf die Rückbank seines Mercedes geworfen und mit Handschellen gefesselt. Unterwegs verlangten die Täter von Kováč „Zusammenarbeit“, sie würden ihn dann am Abend freilassen, versprachen die Kidnapper. Als Kováč ablehnte, wurde er mit Elektroschocks gequält und gezwungen, eine Flasche Whisky auszutrinken. Der Entführte verlor unterwegs das Bewusstsein. Jedenfalls konnte er sich nicht erinnern, ob die Entführer mit ihm zu seiner Wohnung gefahren waren. Das vermutete nämlich der damalige slowakische Präsidentensprecher Vladimír Stefko. Man habe im Mercedes mehrere Faxe gefunden, aus denen hervorgehe, dass die Münchener Staatsanwaltschaft mit Michal Kováčs Einvernahme durch die Staatsanwaltschaft Pressburg im September einverstanden gewesen wäre, welche aus der Wohnung des Entführten gestammt haben dürften. In der Slowakei hätte man den jüngeren Sohn des Präsidenten „nur als Zeuge“ befragen dürfen. Der internationale Haftbefehl, der seit 1994 aufrecht gewesen war, hatte im Heimatland des Gesuchten keine Gültigkeit.

### Verschleppung nach Österreich
Mit der „Alkoholleiche“ im Fond des Mercedes fuhren die Täter Richtung Österreich. Vor dem Grenzübergang Berg drückten zwei Entführer Kováč auf den Boden des Mercedes. Weder slowakische noch österreichische Grenzorgane bemerkten den entführten „blinden Passagier“. Kováč hatte wohl seinen Reisepass bei sich, aber eine Ausweisleistung wäre gewiss nicht im Sinn der Kidnapper gewesen. In Österreich stellten die Kidnapper den Mercedes beim nächsten Gendarmerieposten in Hainburg ab. Den noch immer halb bewusstlosen Michal Kováč legten sie auf die Rücksitze.

### Anonymer Anruf aus der Slowakei
Gegen 17 Uhr erhielt die Gendarmerie Hainburg einen Anruf. Ein Mann mit slowakischem Akzent teilte mit, dass hinter dem Gendarmerieposten ein Betrunkener in einem Mercedes liege. Der Mann, so betonte der Anrufer nachdrücklich, werde per internationalem Haftbefehl gesucht.

### Auffindung durch österreichische Polizei und Auslieferungshaft
Die Beamten fanden den schwer angeschlagenen Kováč im Mercedes und ließen den Mann ins Krankenhaus Hainburg bringen. Die Ärzte konstatierten tatsächlich mehrere Verletzungen, die mit den späteren Angaben des Opfers übereinstimmten. So waren noch die Spuren der Fesselung an den Händen und jene der E-Schock-Misshandlungen erkennbar. Außerdem war das Gesicht des Opfers von Misshandlungen gezeichnet. Als die Identität des Betrunkenen feststand, schaltete sich die österreichische StaPo ein. Noch von Hainburg aus durfte Michal Kováč gegen 19 Uhr seinen Vater verständigen. Der Präsident war bereits in der Ostslowakei, wo er ein verlängertes Wochenende verbringen wollte. Kováč reiste sofort zurück. Gegen Mitternacht traf er mit Ehefrau Emilia in Hainburg ein. Die Eltern konnten mit dem Sohn sprechen und wollten ihn natürlich gleich in die Slowakei zurückholen. Doch da legte sich die heimische Justiz quer. Ein internationaler Haftbefehl könne nicht ignoriert werden. Der Journalrichter im LG Wien bestand freilich auf die Verhaftung des Präsidentensohnes. Alles andere wäre grober Amtsmissbrauch gewesen. Es mutet allerdings merkwürdig an, dass der Mercedes noch in der Nacht vom Chauffeur des Präsidenten nach Pressburg mitgenommen werden durfte. Allerdings betont die Polizei, der Wagen sei vor der Übergabe kriminaltechnisch untersucht worden. Die oben erwähnten Schriftstücke prüfte man kurz und übergab sie dann dem Präsidenten. Die Limousine wurde jedoch nur von der Erkennungsdienstgruppe des Bezirkskommandos, nicht aber von Spezialisten der Tatortgruppe durchsucht. Michal Kováč jun. wurde am Vormittag des 1. September 1995 ins Landesgericht Wien überstellt. Bereits am Nachmittag wurde er abermals einvernommen. Dabei ergänzte er seine anfänglichen Angaben nur unwesentlich. Für den Abend war bereits der Besuch seines Vaters angesagt. Er wolle sich nur um den Gesundheitszustand des Juniors erkundigen, ließ er wissen, und habe nicht vor, für den Sohn zu „intervenieren“. Das Gericht verhängte über Kováč die Auslieferungshaft. Vor einer Überstellung nach München war ein Auslieferungsverfahren zu durchlaufen.

## Reaktionen in der Slowakei auf die Entführung
Der Vater des Entführten, Staatspräsident Michal Kováč, war um diplomatische Schritte zur Enthaftung seines Sohnes aus seiner Zelle im Landesgericht Wien bzw. seiner sofortigen Rückstellung seines Sohnes in die Slowakei bemüht. Allerdings war Kováč jun. aus lauter Angst nach seiner mysteriösen Entführung gar nicht an einer sofortigen Heimkehr interessiert. Die slowakische Regierung befasste sich am 4. September 1995 mit dieser Affäre. Dabei sollte entschieden werden, ob das Pressburger Außenamt – wie von Staatspräsident Kováč gewünscht – Österreich um die „Rückstellung“ von Michal Kováč junior ersuchen soll. Bevor der Fall in der Regierung erörtert wurde, hatte Regierungschef Mečiar mit Innenminister Ludovít Hudek ein stundenlanges Vier-Augen-Gespräch. Vorher schon hatte Außenminister Juraj Schenk Bedenken geäußert, ob eine Auslieferung aus Österreich rechtlich möglich sei. Die slowakische Präsidentschaftskanzlei beeilte sich daraufhin klarzustellen, Staatspräsident Kováč habe den Außenminister nur ersucht, eine „Rückstellung“ des Sohnes – als eines ins Ausland verschleppten slowakischen Staatsbürgers – zu beantragen. Der Machtkampf zwischen Kováč und Mečiar dokumentiert sich auch in der slowakischen Berichterstattung über den Fall. Die Regierungskoalition unter Vladimír Mečiar sowie die regierungsnahen Medien spielen die Affäre um die Entführung herunter und konzentrieren sich auf den Umstand, dass der Präsidentensohn Verdächtiger in einem riesigen Betrugsfall war. Nur die slowakische Opposition stellte die Verschleppung in den Brennpunkt der Kritik und nützte dies zu einem Seitenhieb auf die Mečiar-Regierung: Diese wäre für die triste Sicherheitssituation im Lande verantwortlich. Die Polizei hingegen tappte bei der Suche nach den Entführern im Dunkeln. Sonst hätte sie nicht an die Täter appelliert, sich zu melden. Man würde ihnen „mildernde Umstände“ zubilligen.

### Verstrickungen des slowakischen Geheimdienstes mit der Entführung
Der Verdacht, dass der slowakische Geheimdienst hinter der Verschleppung und Misshandlung von Kováč jun. steckte, erhärtete sich schon bald nach der Entführung. Bei der Überprüfung von verdächtigen Fahrzeugen, die an der österreichischen Grenze zum Zeitpunkt der Entführung gesehen worden waren, stellte sich heraus, dass eines dem früheren CSFR-Geheimdienst FBIS gehörte. Ein anderes war auf einen Fünfjährigen zugelassen. Ein Nachbar des Präsidentensohnes beobachtete vor der Entführung wochenlang einen Kastenwagen vor Kováčs Haus, der auch im Hof der Geheimpolizei-Zentrale gesehen wurde. Dieses Fahrzeug war im Auftrag der Regierung von einer tschechischen Firma mit modernster Abhörtechnik ausgerüstet worden. Der Wagen soll, wie die Prager Zeitung „Mladá fronta Dnes“ berichtete, nach der Entführung in Stücke zersägt worden sein. Diese Fülle von Hinweisen löste allerdings nur überraschende Reaktionen aus: Der Chefermittler des Innenministeriums, der die Aufhebung der Schweigepflicht für Geheimdienstmitarbeiter gefordert hatte, wurde gefeuert. Sein Nachfolger, der einen neuen Versuch wagte, musste in Zwangsurlaub gehen. Der einzige bisher verhörte Verdächtige durfte auf Anordnung der Staatsanwaltschaft sofort gehen. Alle diese Vorfälle lösten einen offenen Krach zwischen Polizei und Geheimdienst aus.

### Aussagen eines ehemaligen Polizeimajors
Ein aus dem Ermittlungsteam gefeuerter Polizeimajor beschuldigte indirekt Ministerpräsident Vladimír Mečiar, hinter der Verschleppung und Misshandlung des Präsidentensohnes zu stehen. Jaroslav Simunic war bei seinen Nachforschungen auf Indizien gestoßen, dass der slowakische Geheimdienst SIS seine Finger im mysteriösen Spiel gehabt haben könnte – und hatte diesen Verdacht öffentlich geäußert. In Briefen an Präsident Kováč und Parlamentspräsident Gašparovič forderte der Polizeioffizier die Aufhebung der Schweigepflicht für ranghohe Geheimdienstmitarbeiter, darunter auch den SIS-Chef und Mečiar-Vertrauten Ivan Lexa. Genau wegen dieser beiden Schreiben wurde Simunic gefeuert. Kováč und Gašparovič seien die falschen Adressaten, denn seit einigen Monaten unterstehe der Geheimdienst direkt dem Regierungschef. „Ich weiß, an wen ich mich laut Gesetz wenden sollte“, rechtfertigte sich Simunic. „Das habe ich absichtlich nicht getan. Eine meiner Ermittlungsversionen war, dass im Hintergrund der Verschleppung von Michal Kováč jr. ins Ausland gerade die Person steht, die über eine Zustimmung entscheiden sollte.“ Damit zielte Simunic ganz klar auf Mečiar. Dass er Kopien der Akten im Fall Kováč jr. besaß, bezeichnete er als „kostenlose Lebensversicherung“. Klar schien jedoch, dass ein ehemaliger Polizist, der bis vor der Entführung mit dem Geheimdienst SIS zusammengearbeitet hat, an der Entführung beteiligt war. Vladimír Levich soll an der Grenze Schmiere gestanden haben, als Kováč jr. in seinem Wagen nach Österreich gebracht wurde. Auch ein gepanzerter Lieferwagen der Mečiar-Partei HZDS soll an der Entführung beteiligt gewesen sein.

### Verschärfung des innenpolitischen Klimas in der Slowakei
Je mehr die Verstrickung des slowakischen Geheimdienstes in die Affäre bekannt wurde, umso mehr versuchte die Regierung sowie der Geheimdienst, die Presse- und Meinungsfreiheit zu diesem Thema zu beschneiden. Auf kritische Journalisten wurde Druck gemacht. Von persönlichen Drohungen war vereinzelt die Rede. Der slowakische Parlamentspräsident Frantisek Miklosko wurde gar vor seinem Haus zusammengeschlagen. Miklosko gehörte der christlichsozialen Partei der Slowakei an, sein Parteichef Čarnogurský hatte in einer parlamentarischen Anfrage eine Verbindung zwischen Mečiar und der Kováč-Entführung hergestellt. Bei einem Festakt im Oktober 1995 zum 1000-tägigen Bestehen der damals noch jungen slowakischen Republik in der Tyrnauer Sporthalle wohnten die gesamte Staatsspitze, Vertreter aus Kirche und Diplomatie bei – nur das Staatsoberhaupt war nicht eingeladen worden. Er wurde dafür am Tag davor mit der Schlagzeile in der Regierungszeitung „Slovenska republika“ bedacht: „Präsident unterhält bei der Raiffeisenbank in Wien ein Millionen-Konto“. Als Beweis wurde ein Bankauszug mit dem Kontostand 23,258.688,80 Schilling abgedruckt. „Eine eindeutige Fälschung“, wie die Raiffeisen-Zentrale versichert. Schriftbild und Bezeichnung auf dem Kontoauszug wären gefälscht, das Datum sei außerdem auf einen buchungsfreien Bankfeiertag angesetzt gewesen. Das Budget des Staatsoberhaupts wurde seit zwei Jahren von der Regierung jeweils halbiert. Der präsidiale Mitarbeiterstab musste aufgrund dessen von 116 auf 49 reduziert werden. Im gleichen Zeitraum ließ sich der Premier sein Haushaltsgeld verdreifachen.

### Aussagen eines Geheimdienstmitarbeiters
Geheimdienst-Oberleutnant Oskar Fegyveres, 26, berichtete, er sei Ende August 1995 Zeuge der Verschleppung von Kováč durch Kollegen des „Informationsdienstes“ (Geheimdienst, slowakisch: „SIS“) geworden. Fegyveres, der sich aus der Slowakei abgesetzt hatte, gehörte zu einer „Observationsgruppe“, die Kováč vom 27. bis 31. August beobachten musste. Den Befehl dazu gab Geheimdienstchef Ivan Lexa, Freund des Premierministers und Präsidentengegners Mečiar. Das Observationsteam hatte Auftrag, die Straße abzusperren und andere Verkehrsteilnehmer fernzuhalten, sollte mit Kováč etwas passieren. Die Kollegen, die Kováč dann gewaltsam aus dessen Mercedes holten, erkannte Fegyveres nicht. Stunden später wurde Kováč, wie bekannt, total benommen vor dem Gendarmerieposten Hainburg aufgefunden. Noch im September sagte der Zeuge vor der Kripo Bratislava aus. Zwei Beamte, die den Fall aufklären sollten, wurden inzwischen versetzt. Vor dem Haus eines anderen Zeugen detonierte eine Granate.

### Tod eines Tatbeteiligten nach einer Bombenexplosion
Ein Zeuge der Entführung, der Geheimdienstoffizier Robert Remiáš, war bereit, die tatsächlichen Umstände der Entführung preiszugeben. Noch bevor er seine belastenden Aussagen machen konnte, starb er am 29. April 1996 nach einer Bombenexplosion in seinem Auto. Remiáš war seit seiner Studienzeit ein enger Freund von Oskar Fegyveres. Die Umstände, die zu seinem Tod führten, konnten von den ermittelten slowakischen Behörden nie geklärt werden.
Der ehemalige Mafiaboss von Banská Bystrica, Mikuláš Černák, der mittlerweile eine lebenslange Haftstrafe absitzt, schrieb in seinem unter dem Titel „Prečo som prelomil mlčanie“ (dt. Warum ich mein Schweigen brach) veröffentlichten Buch, dass Ministerpräsident Mečiar selbst die Entführung von Kováč jr. beim Geheimdienst bestellte sowie auch die anschließende Ermordung von Robert Remiáš bei der Mafia:

„Als ihnen anschließend bewusst wurde, wie sie es vermasselt haben, ließen sie den Zeugen Róbert Remiáš beseitigen und auch dieses Verbrechen bestellten sie sich bei der Mafia. Die ganze slowakische Unterwelt von Košice bis Bratislava wusste das, und vor so einem Staat sollten wir [die Mafia, Anm.] uns fürchten?“

## Juristische Folgen der Verschleppung
Anfang Oktober 1995 wurde dem Enthaftungsantrag von Elmar Kresbach, dem Verteidiger von Michal Kováč jun. mit der Auflage, Österreich auf die Dauer des Auslieferungsverfahren nicht zu verlassen, stattgegeben. Voraussetzung für die Enthaftung war die Hinterlegung einer Kaution von einer Million Schilling sowie die Abgabe seines Reisepasses bei den österreichischen Behörden. Am 27. Dezember 1995 erhob die slowakische Justiz Anklage gegen Kováč jun. wegen seiner Verwicklung im Betrugsfall um die Importfirma „Technopol“.

### Keine Auslieferung nach Deutschland
Der Senat des Oberlandesgerichts Wien lehnte die Auslieferung an Deutschland ab, weil die Voraussetzungen dafür durch ein Verbrechen (Verschleppung nach Österreich) zustande gekommen waren. Der Präsidentensohn verließ den Saal E des Wiener Justizpalastes als freier Mann, blieb jedoch noch einige Tage in Wien und wartete auf die Rückzahlung der im Dezember entrichteten Kaution von einer Million Schilling. Verteidiger Elmar Kresbach hatte dem Senat während der Auslieferungsverhandlung mit dem Vater des Beschuldigten überraschend einen prominenten Zeugen präsentiert: Noch nie zuvor trat ein ausländisches Staatsoberhaupt als Zeuge vor ein österreichisches Gericht. Vorsitzender Friedrich Novotny fragte den Politiker der Ordnung halber nach dem Beruf, sprach Kováč in der Folge aber konsequent mit „Herr Ingenieur“ an. Der Präsident berichtete, er hätte von Polizisten erfahren, dass die Entführung vom Geheimdienst organisiert worden war, um ihn zu diskreditieren. Kováč wollte noch anbringen, dass auch die Verdachtsmomente gegen den Sohn konstruiert wurden, aber der Richter winkte mit dem Hinweis, dass Tatverdacht in dieser Verhandlung kein Thema sei, ab. Sowohl Verteidiger Kresbach wie auch Oberstaatsanwalt Peter Lukasch gingen in ihren Plädoyers auf das Dilemma der Justiz ein: Einerseits besteht ein Auslieferungsbegehren eines Rechtsstaates, andererseits wurde Kováč junior nach Österreich verschleppt, weil er von seiner Heimat nicht an Deutschland ausgeliefert werden konnte. Der Senat des Oberlandesgerichtes Wien entschied sich für den Angeklagten mit der Begründung, dass bei der Entführung die Menschenrechtskonvention verletzt worden sei und ein Mensch seiner Freiheit beraubt worden ist. Das könne nicht Voraussetzung für eine Auslieferung sein. Das deutsche Gericht stellte übrigens das Verfahren im Jahr 2000 mangels Beweisen ein.

### Diplomatischer Protest aus der Slowakei gegen das österreichische Urteil
Für ein weiteres Kuriosum in diesem Fall sorgte das slowakische Außenamt. Das Preßburger Außenministerium reagierte nämlich mit einem diplomatischen Protest gegen die Entscheidung des Wiener Oberlandesgerichtes. Die Protestnote wurde einen Tag nach der Urteilsverkündung dem Geschäftsträger der österreichischen Botschaft in Bratislava, Gabriel Kramarics, übergeben. Statt sich zu freuen, dass ein slowakischer Bürger heimkehrt, ärgert man sich in Bratislava über den im Verfahren deutlich gewordenen Verdacht, dass der gegen Staatspräsident Kováč eingestellte Mečiar-Geheimdienst die Entführung inszeniert habe. Der zuständige Staatsanwalt in München wollte hingegen die Entscheidung des OLG Wien nicht kommentieren.

## Aufarbeitung des Entführungsfalles in der Slowakei
Nach Auslaufen der Amtszeit von Präsident Michal Kováč sen. blockierte die HZDS als mandatsstärkste Partei im slowakischen Parlament vorübergehend die Neuwahl eines Nachfolgers. Bis zur Neuwahl eines neuen Staatsoberhauptes gingen die Agenden des Präsidenten – wie in der Verfassung vorgesehen – auf den Vorsitzenden der Regierung über. Diese Phase nützte Regierungschef Vladimír Mečiar, um alle Ermittlungen in diesem Entführungsfall, die sich gegen ihn richteten, mit einer Amnestieerklärung im März 1998 aus der Welt zu schaffen. Kováč selbst hatte noch ein Jahr zuvor ein slowakisches Ermittlungsverfahren gegen seinen Sohn in der Betrugsaffäre um die Firma „Technopol“ mit einer ähnlichen Amnestie niedergeschlagen. Er rechtfertigte sich damit, dass bereits die Staatsanwaltschaft München mit der Sache betraut war. Noch 15 Jahre nach der Entführung seines Sohnes forderte der ehemalige slowakische Staatspräsident Kováč die Aufhebung der selbst erklärten Amnestie von Ex-Regierungschef Mečiar, um diesen endlich „für die Tat vor Gericht zu stellen“. Nach dem Ableben von Ex-Präsident Michal Kovac sen. im Oktober 2016 wurde die umstrittene Meciar-Amnestie erneut von den slowakischen Medien ins Zentrum der politischen Debatte gerückt. Im Zuge dessen fand sich im April 2017 eine Mehrheit im slowakischen Nationalrat, die die Aufhebung der Amnestie tatsächlich in die Wege leitete. Nach Zustimmung des Verfassungsgerichtshofes konnten im Juni 2017 die Ermittlungen in diesem Fall wieder aufgenommen werden.

## Trivia
Im Jahr 2017 wurde der Entführungsfall im Kinostreifen "Únos" verfilmt. 